# 吴锡永
吴锡永（1881年—？）字仲言，浙江吴兴人，清朝军事人物，中华民国政治人物。

## 生平
清朝光绪七年（1881年），吴锡永生于浙江吴兴。早年入南洋武备学堂，1898年11月被浙江巡抚派赴日本，入日本陆军士官学校中华队第一期步兵科，曾为日本近卫步兵第四联队见习士官，1902年3月毕业。
归国后，吴锡永历任两江标统、候选道。1906年，参加清朝新军秋操。此后，担任驻南京的陆军第九镇（徐绍桢任统制）第十八协协统。后来，应两广总督德寿的邀请，调充广东武备学堂教习、督练公所参谋处总办、道员、参议官。1910年，因广州新军起义，吴锡永处事不当，遭降一级。1911年4月黄花岗起义后，吴锡永清理战场，左腿被残留的炸弹炸伤。同年8月7日，充督练公所军事参议官，并赏给陆军协都统衔。
中华民国成立后，吴锡永从军界退出，此后历任北京政府财政部秘书，山东卷烟特税局局长。1929年6月12日，吴锡永出任上海财政局局长。1929年7月，上海市公债筹备委员会成立，吴锡永兼任委员。1930年，接替陈其采兼任江海关监督。1931年3月27日，任国民政府主计处秘书。
抗日战争爆发后，吴锡永投向日本方面，任财政部秘书长。1940年3月30日，任华北政务委员会财政总署署长，10月2日代理财政总署督办。1944年，吴锡永调任华北政务委员会经济总署署长。抗日战争胜利后，吴锡永被列为汉奸。